# Fortuné Leydet
Guillame Fortunè Leydet (Sisteron, 6 marzo 1780 – Sisteron, 28 novembre 1854) è stato un politico e militare francese.

## Biografia
Si arruolò nel 1802 e partecipò alla campagna di Santo Domingo e tutte le campagne del Primo Impero francese. Capo di battaglione alla caduta di Napoleone Bonaparte si dimostrò a favore della Restaurazione francese e per questo fu innalzato di rango: nel 1823 era colonnello del 10º reggimento di linea. In seguito comandò il 57º e passò presto nei ranghi dell'opposizione, il che gli costò qualche problema da parte del potere e la sua elezione come deputato nel dipartimento delle Basses-Alpes.
Votò a favore dell'Indirizzo dei 221, con mozione di sfiducia al governo Polignac. Dopo gli avvenimenti del 1830, fu rieletto deputato e si schierò con il suo parente Casimir Perier.
Elevato al grado di generale di brigata, sostenne il ministero pur richiedendo riforme e segnalando abusi nel budget della guerra, votando a volte con l'opposizione.
Nel 1832 partecipò alla repressione dell'insurrezione parigina del 5 e 6 giugno. Accusato dal suo stesso schieramento di avere "velleità di opposizione" e di votare contro i ministri, nel 1834 tornò all'opposizione e questo gli costò il comando, che riacquistò solo dopo avere accompagnato in Algeria il generale Bugeaud nel 1836.
Nominato luogotenente generale nel 1840, andò in pensione con il grado di generale nel 1845 e si dedicò alla carriera parlamentare divenendo questore della Camera dal 1839 al 1846, Fu deputato con la sinistra moderata dal 1848 al 1851, prima alla Assemblea nazionale costituente del 1848, poi alla Assemblea nazionale legislativa del 1849. Fu espulso dopo il Colpo di Stato del 2 dicembre 1851, ma solo temporaneamente.